# Station Trowbridge
Trowbridge is een spoorwegstation van National Rail in Trowbridge, West Wiltshire in Engeland. Het station is eigendom van Network Rail en wordt beheerd door Great Western Railway. 

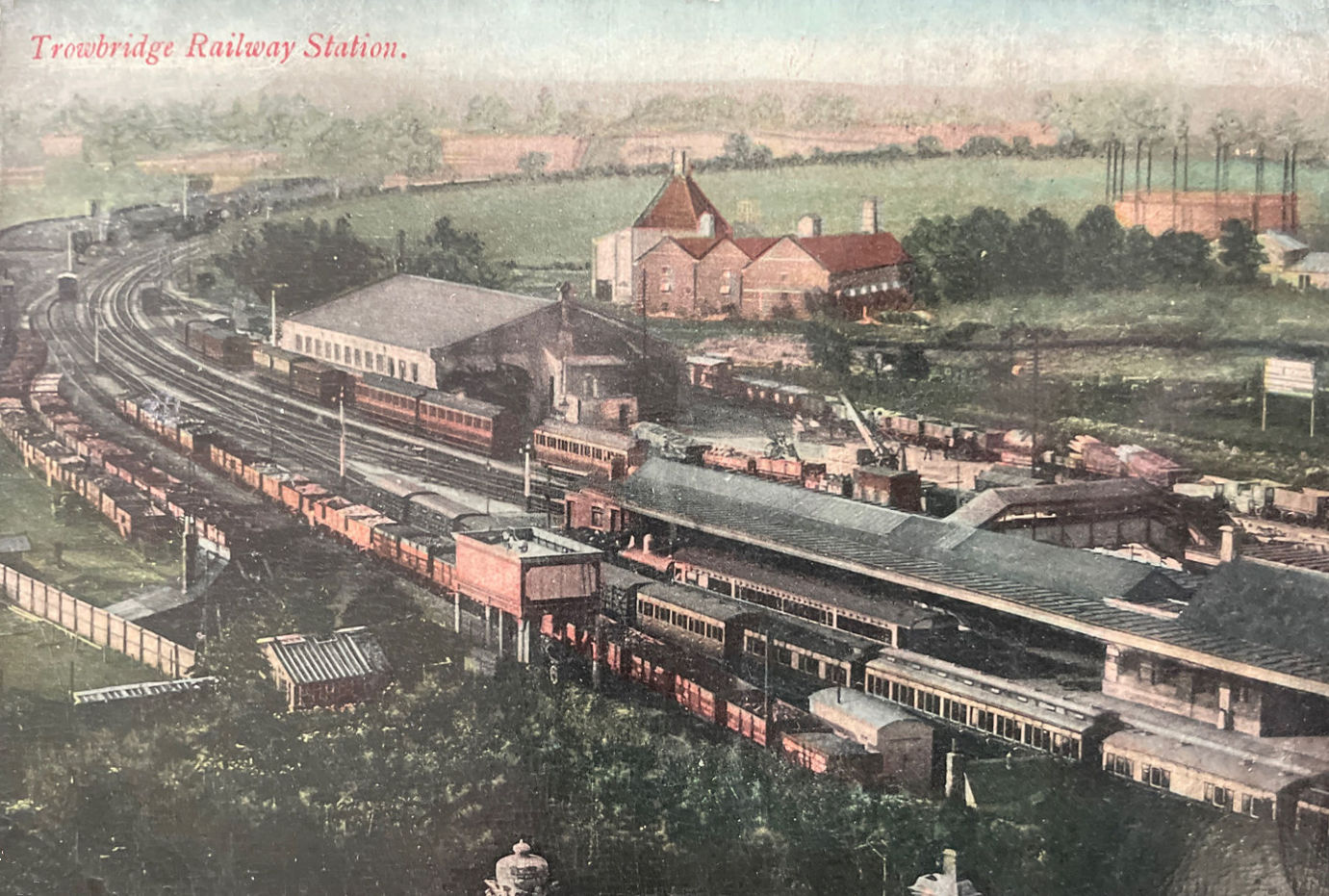
Overzicht, ca. 1908